# Atari 5200
ATARI 5200は、米アタリ社より発売された家庭用ゲーム機。

## 概要
Atari 2600のバイスペックモデルとして1982年11月に発売。発売の背景には米コレコ社がAtari 2600を超える性能の「コレコビジョン」を発売したことがあり、それに追従する形での市場投入となった。
システムは同社のATARI400/ATARI800を踏襲しており、ほぼ同じスペックであるがソフトの互換性は無い。また、本体のデザインはAtari 2600の後継機として開発されながらもお蔵入りとなったAtari2700を引き継いでいる。
Atari 400 / 800で大ヒットした「スターレイダース」も移植されたが、元がパソコンで遊ぶことを想定した操作系統だったため、Atari 5200のコントローラではプレイしづらい物となった。なお、
『スターレイダース』はのちにファミリーコンピュータ用ソフト『スターラスター』としてリメイクされた。
その他、当時は他のゲーム機で移植されていなかったアーケードゲームの「ポールポジションII」や「スターウォーズ」なども移植されAtari 5200用タイトルの花形を務めた。
ゲーム機としてはポーズボタンとリセットボタンが初めて搭載され、その後のゲーム専用機に影響を与えている。コントローラはテンキー付のアナログスティックである。

## 仕様
- CPU: MOS カスタムチップ 6502C（CMOS版の65C02とは別物）1.79MHz
- 解像度: 320×192ドット
- カラー: 256色中16色、ライン毎にパレットを入れ替えることで256色同時発色が可能。
- サウンド: 4ch
- RAM: 16KB
- ROM: 2KB（BIOS用）

## ソフトウェア

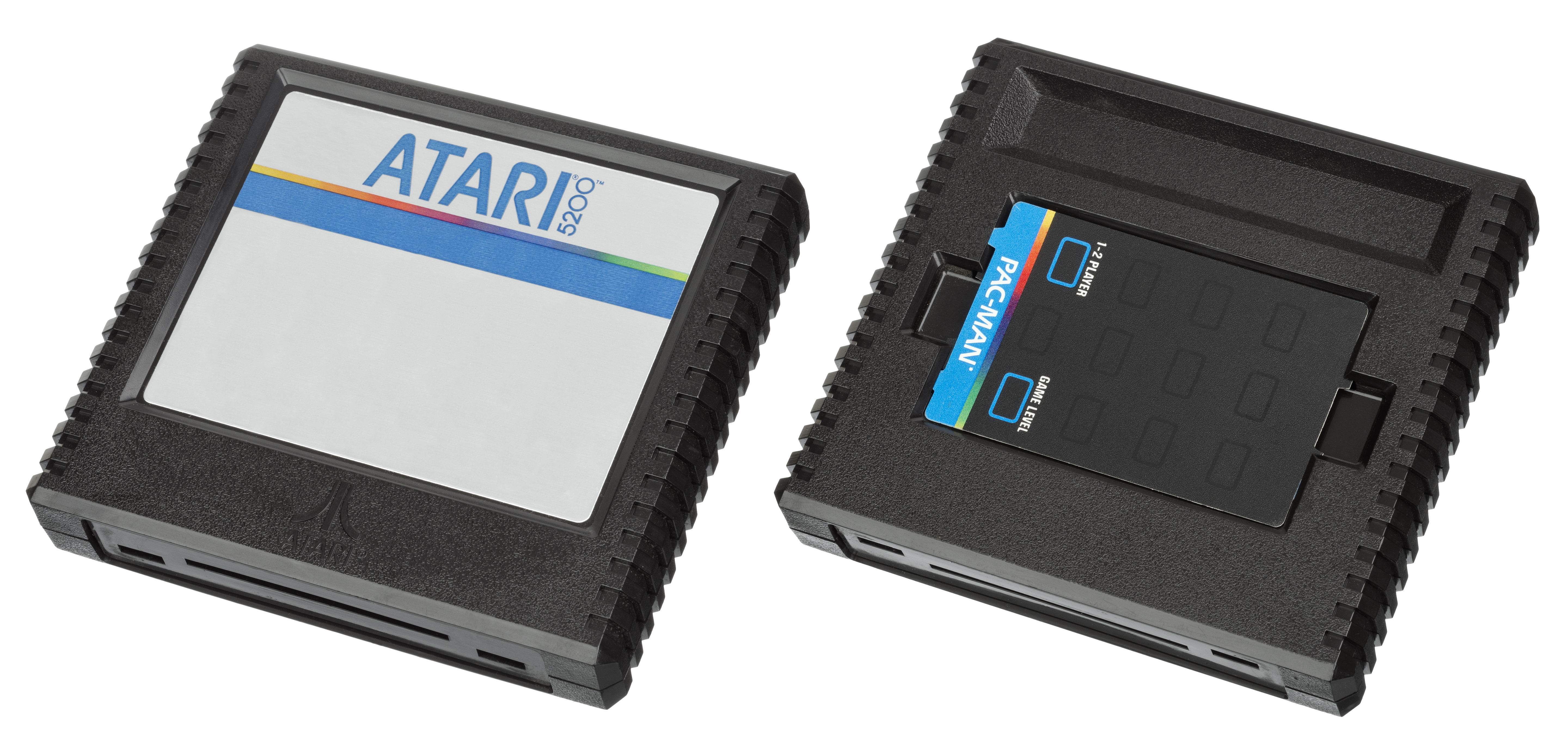
カートリッジ

## 周辺機器

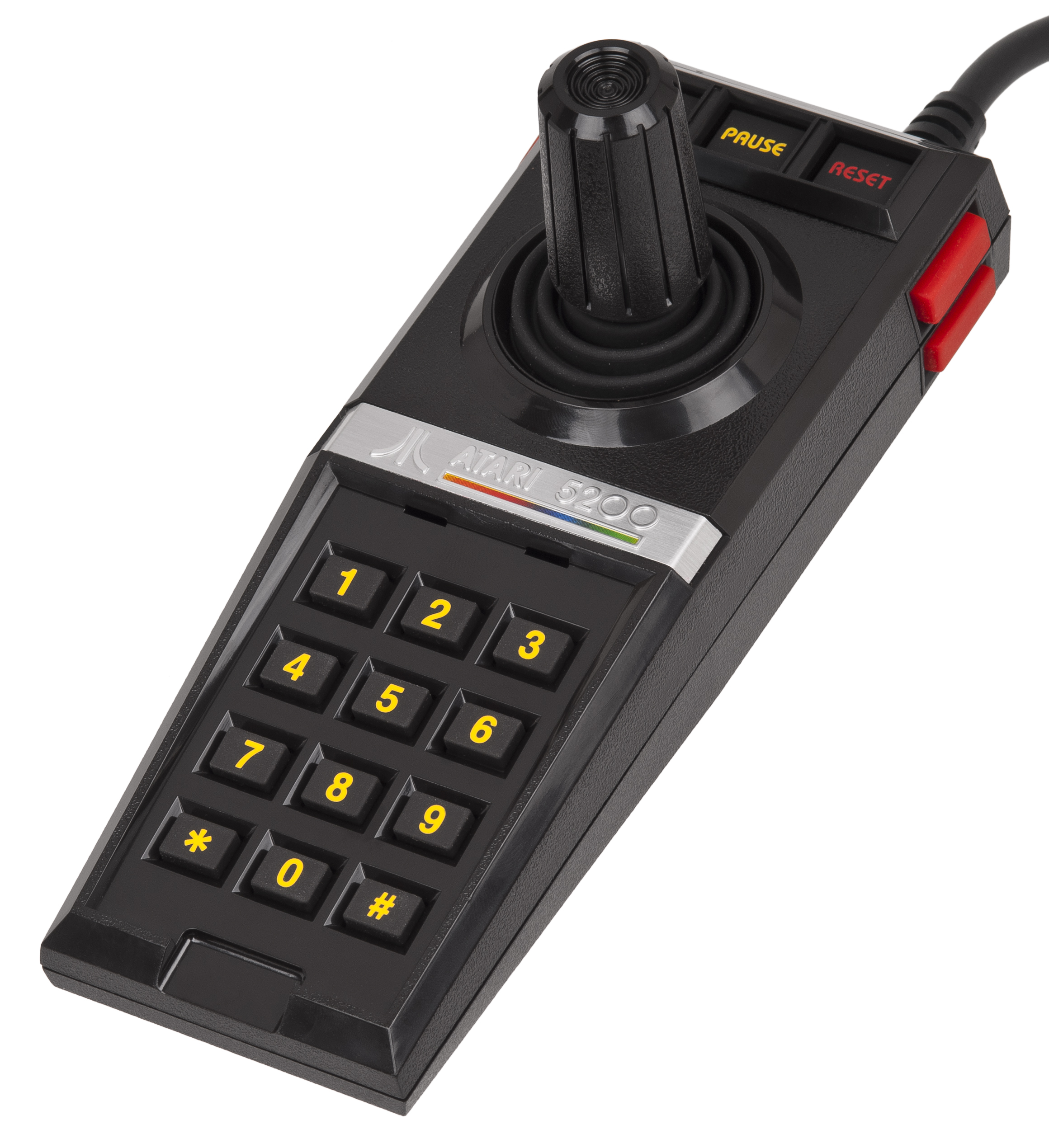
コントローラ
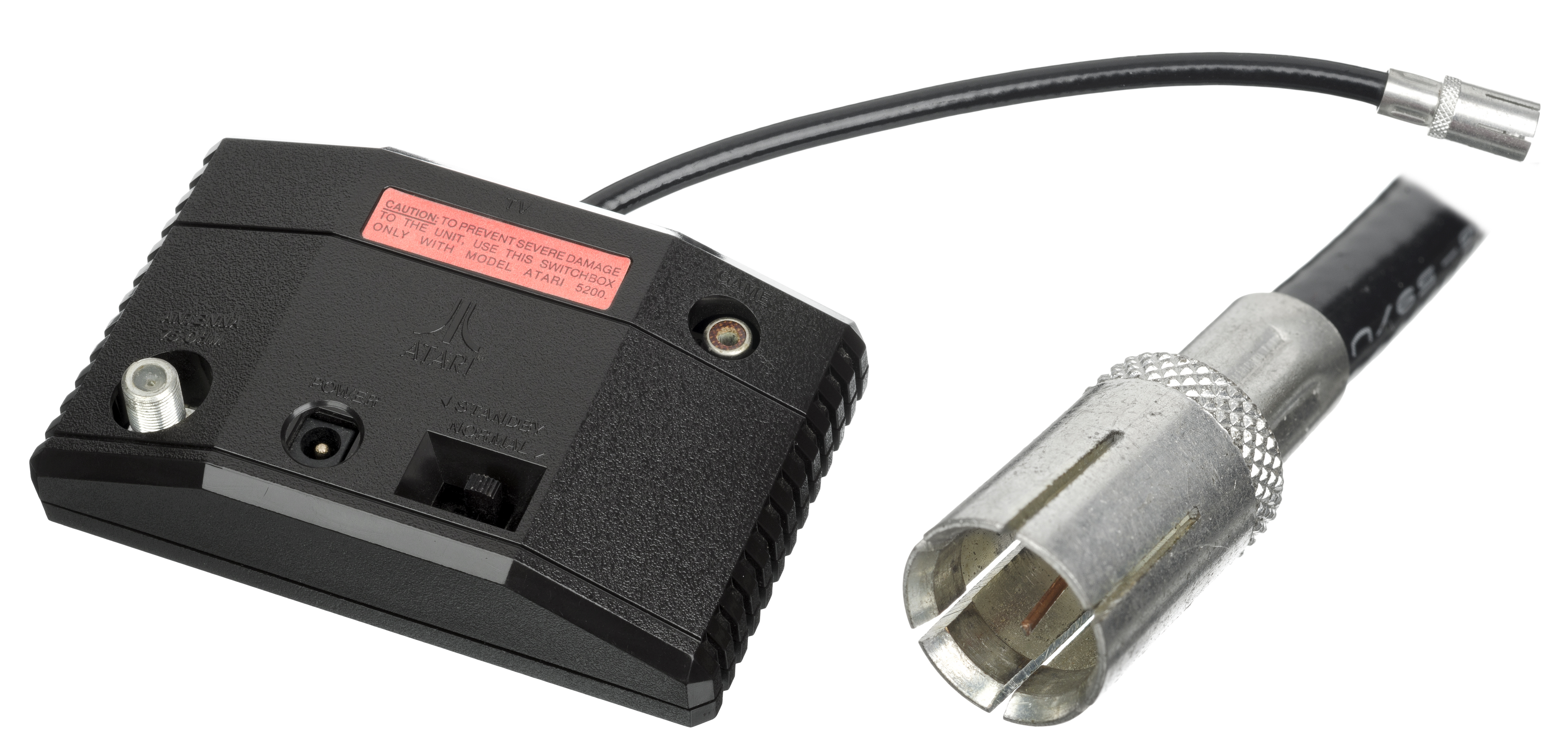
スイッチボックス
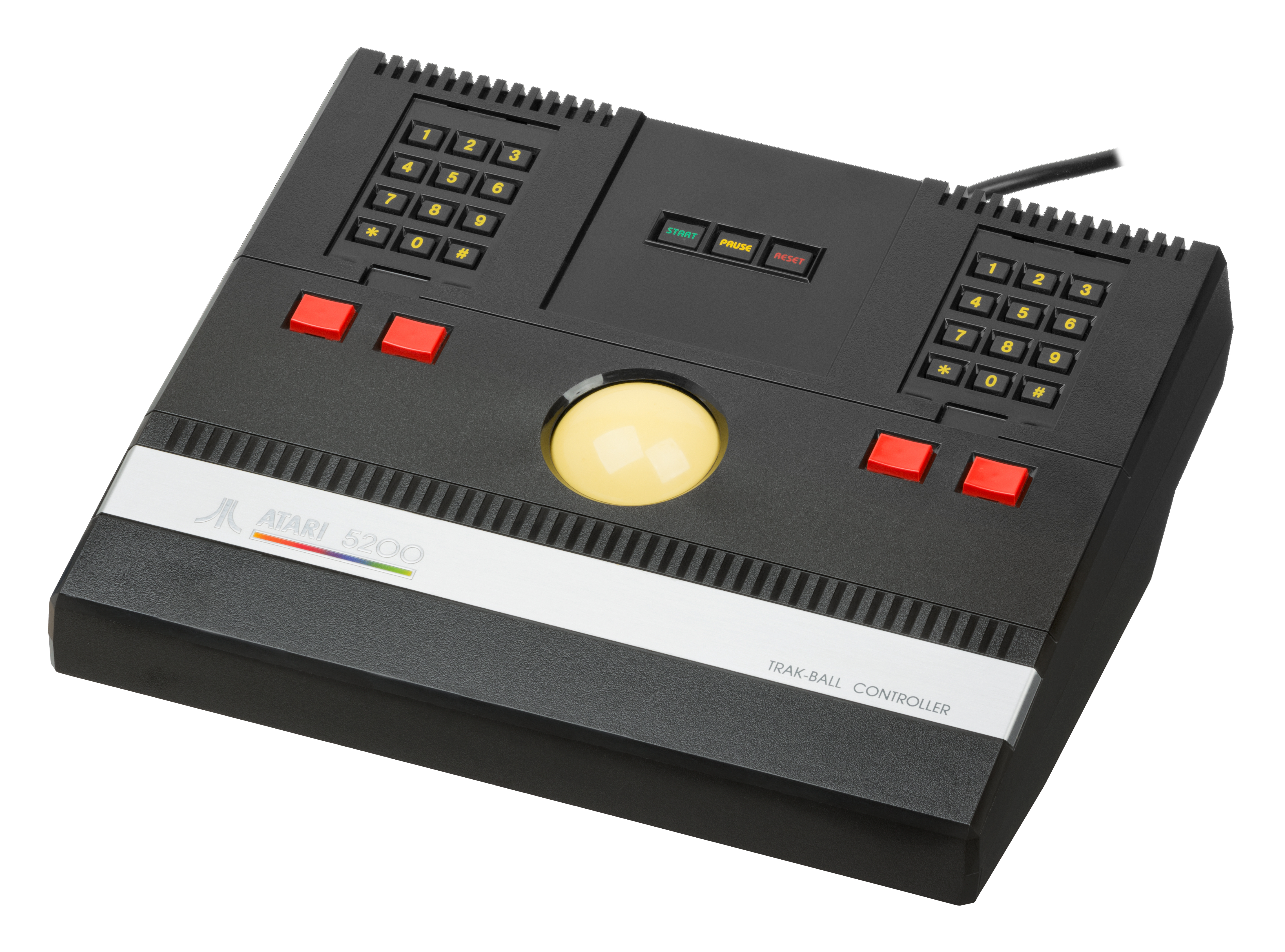

## 反響
Atari 5200は、Atari 8ビット・コンピュータと同スペックだったことに加え、Atari 2600がヒットする中で市場へ投入されたこと、コレコビジョン自体がヒット商品となったことから中途半端な存在となり、短命に終わることとなった。またライターの稲元徹也は、Atari 5200のアナログスティックの壊れやすさがイメージ悪化につながったと2011年の4Gamer.netの記事の中で指摘している。